# 姜戈 (电影)
《荒野一匹狼》，1966年上映的意大利式西部片，导演塞尔焦·科尔布奇，主演佛朗哥·内罗。
受日本譯名「續集荒野の用心棒」影響，臺灣上映時翻成「續集荒野大鏢客」，但與1964年的電影《荒野大鏢客》並沒有關係。

## 剧情
姜戈是一个拖着棺材行走江湖的人，棺材里面装着机关枪，一日，他来到了美国和墨西哥的边境小镇，救出一个被人用鞭子抽打的女人玛利亚，随后在镇上的一家住宿店住了下来，这个镇是种族主义者杰克逊少校的地盘，他每个月派人在镇上的店里收取保护费，当他的探子打探消息之后，他亲自带着人马过来，但是被姜戈用枪支打死了，姜戈把杰克逊放了回去，并且告诉他，叫他带剩下的全部兵力来，当第二天杰克逊真的带着全部兵力过来时，姜戈从棺材里拿出机关枪，抱着机关枪扫射，大部分人都被射死，其余的都狼狈而逃，姜戈和住宿店老板把尸体拖到坟场去埋葬，这时候，杰克逊的探子又来到了镇上，但是他遇到了墨西哥人雨果和他的部队，探子被割掉耳朵后杀死，雨果的部队到坟场打伤姜戈并且带回到了住宿店，姜戈一到达住宿店，雨果就认出了他，两人曾经在监狱里呆过，姜戈还曾救了他的命，雨果告诉姜戈，他想要打回墨西哥，夺取政权，但是没有武器，姜戈告诉他，想要武器首先得有金钱，可以用美人计夺取杰克逊的黄金，但是事成之后必须分配，第二天，他们用美人计夺取了杰克逊的黄金。雨果得到黄金之后，打算独吞，姜戈气愤不已，但是势单力薄只得用计夺取黄金，在当天晚上雨果及其部队庆祝胜利的时候，他悄悄地用棺材带走了黄金以及那个被他拯救的女人玛利亚，但是棺材掉入美墨边境一个沼泽，当姜戈去沼泽拖棺材的时候，自己也掉入了沼泽，玛利亚前去拯救他的时候雨果的部队赶到了，他们用绳子把姜戈拉了上来，并且控诉姜戈是小偷，为了报复，他们随后用枪支打烂了姜戈的双手，姜戈抱着玛利亚回到了住宿店。雨果及其部队往回走的时候，杰克逊带着人马在中途突袭他们，雨果及其部队全军覆灭，杰克逊打算把姜戈也杀掉，他去住宿店打听姜戈的消息，老板告诉他姜戈在坟场，杰克逊带着人追过去，被姜戈打死。

## 主演
- 佛朗哥·内罗 出演 姜戈